# Platja de les Titarolites
La platja de les Titarolites és una platja del municipi de Llançà (Alt Empordà) situada en una zona urbanitzada, entre la platja del Morer a llevant, i la punta de la Farella, que la separa de la platja de la Farella a ponent. Orientada a sud-est, té una longitud de 45 m i una amplada mitjana de 8 m, de sorra, grava i còdols i un pendent d'entrada a l'aigua fort. Al costat sud una planassa rocosa que s'endinsa al mar esdevé un trampolí per a la mainada. S'hi accedeix pel camí de ronda.